# Mitski
Міявакі Міцукі (від народження — Міцукі Лейкок (англ. Mitsuki Laycock); 27 вересня 1990), відома як Mitski (Міцкі), — американська співачка і авторка пісень. Міцкі самостійно випустила свої перші два альбоми — Lush (2012) і Retired from Sad, New Career in Business (2013), вивчаючи студійну композицію в музичній консерваторії Purchase College. Ці альбоми спочатку були створені як її старший проект у Purchase. Вона випустила свій третій студійний альбом — Bury Me at Makeout Creek, у 2014 році на Double Double Whammy після закінчення навчання.
У 2015 році Міцкі підписала контракт з Dead Oceans і випустила свої відомі альбоми: Puberty 2 (2016), Be the Cowboy (2018) і Laurel Hell (2022), останній з яких увійшов до десятки кращих у кількох країнах. У 2022 році Бен Бомонт-Томас з The Guardian назвав її «найкращою молодою авторкою пісень» у США. У 2022 році вона написала пісню «This Is a Life» із фільму Everything Everywhere All at Once, яка принесла їй номінацію на премію «Оскар» за найкращу оригінальну пісню.

## Раннє життя
Міявакі Міцкі народилася під ім'ям Лейкок Міцкі. 27 вересня 1990 року в префектурі Міє, Японія, в сім'ї батька-американця та матері-японки. Її першою мовою була японська. Під час дитинства вона часто переїжджала через роботу свого батька в Державному департаменті Сполучених Штатів, проживаючи в Туреччині, Китаї, Малайзії, Чехії та Демократичній Республіці Конго, перш ніж оселитися в Сполучених Штатах. Вона співала в хорі в середній школі, а коли їй було 18 років, то вона написала свою першу пісню на фортепіано.

## Кар'єра

### 2012—2014:Lush,Retired from Sad, New Career in BusinessтаBury Me at Makeout Creek
Після вступу до коледжу Гантер, щоб вивчати кінематограф, Міцкі вирішила натомість займатися музикою та перевелася до музичної консерваторії SUNY Purchase College, де вивчала студійну композицію. Під час навчання в Purchase вона записала та самостійно випустила свій перший і другий альбоми на фортепіано — Lush (2012) і Retired from Sad, New Career in Business (2013), як студентські проєкти. Там Міцкі познайомилася з Патріком Гайлендом, який продюсував її альбоми після Lush. У 2013 році вона співпрацювала з інді-рок-виконавцями Майком Расімасом і Мутсаваше Мангвендеза, забезпечивши вокал для оригінальної пісні Ego і кавер-версії «Nightcall» Кавінскі.
Після закінчення навчання вона працювала вокалісткою прог-метал гурту Voice Coils, який проіснував недовго, і почала працювати над своїм третім студійним альбомом — Bury Me at Makeout Creek, який вийшов 11 листопада 2014 року на Double Double Whammy. Альбом був перевиданий із чотирма бонусними треками 7 квітня 2015 року через Don Giovanni Records. Груба, імпульсивна гітара в альбомі представляла звуковий відхід від оркестрових і класичних звуків фортепіано її перших двох альбомів. Він отримав визнання в численних публікаціях, однак він не мав значного комерційного успіху.

### 2015—2017:Puberty 2
22 грудня 2015 року Міцкі підписала контракт з Dead Oceans. Вона анонсувала свій четвертий студійний альбом Puberty 2 1 березня 2016 року та поділилася головним синглом «Your Best American Girl». Вона випустила ще один сингл «Happy» перед релізом альбому 17 червня. Альбом, спродюсований Hyland, був записаний протягом двох тижнів у студії Acme в окрузі Вестчестер, Нью-Йорк. Альбом отримав широке визнання музичних критиків. «Your Best American Girl» була визнана 13-ю найкращою піснею 2010-х років за версією Rolling Stone.
У 2016 році в епізоді шоу Cartoon Network «Час пригод» її пісня «Francis Forever» була виконана Олівією Олсон у ролі персонажа Марселін — королеви вампірів.
21 лютого 2017 року Pixies оголосили дати американського туру за участю Міцкі як групи підтримки. 1 травня вийшов збірний альбом зі 100 пісень різних виконавців під назвою «Our First 100 Days». Він включає кавер Міцкі на пісню One Direction «Fireproof». Збірка спрямована на збір коштів для організацій, які підтримують справи, яким загрожує політика Дональда Трампа. Міцкі зіграла кавер на пісню в 2015 році, але з того часу цю версію було видалено. Міцкі також виконала кавер на класичну пісню Френка Сінатри 1951 року «I'm a Fool to Want You» для альбому-компіляції 7-Inches For Planned Parenthood. 4 жовтня 2017 року Лорд оголосила, що Міцкі виступатиме для неї на деяких датах її світового туру Melodrama. 1 листопада на екрани вийшов короткометражний фільм із Міцкі у головній ролі під назвою «Sitting».

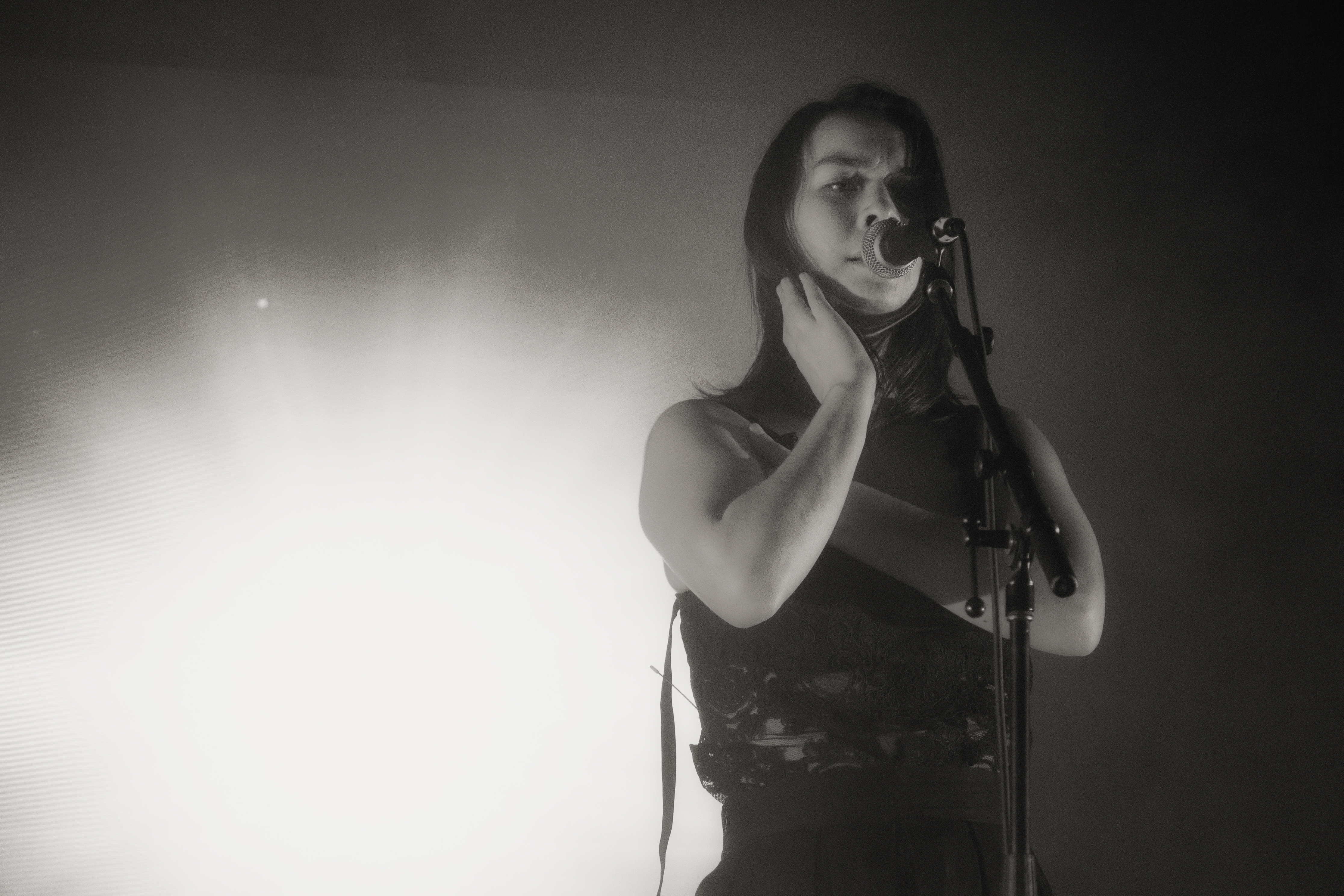
Міцкі виступає на концерті в Сіетлі в жовтні 2018 року.

### 2018—2019:Be the Cowboy
20 квітня 2018 року Міцкі об'єдналася з експериментальним гуртом Xiu Xiu над піснею «Between the Breaths» для саундтреку комедійного науково-фантастичного фільму «Як розмовляти з дівчатами на вечірках», заснованого на однойменному оповіданні.
14 травня 2018 року Міцкі відкрила попередні замовлення на свій п'ятий студійний альбом «Be the Cowboy» і випустила головний сингл «Geyser» із супровідним відеокліпом. Другий сингл і відео до нього — «Nobody», було випущено 26 червня 2018 року, а третій і останній сингл, який передував альбому — «Two Slow Dancers», був випущений 9 серпня разом із лірик-відео. Be the Cowboy вийшов 17 серпня через Dead Oceans. Він був схвалений критиками та названий альбомом року Pitchfork, Vulture і Consequence of Sound.
Під час гастролей у 2019 році Міцкі почала включати хореографію у свої живі виступи, натхненну буто, формою танцювального театру, розробленого в післявоєнній Японії, у якому «виконавці спираються на хаотичні внутрішні емоції, але зображують їх точними, повторюваними жестами». Цей підхід відображав її бажання «дати аудиторії щось нове» під час її другого хедлайнерського туру після випуску Be the Cowboy, а також бажання «розробити власні, унікальні способи підтримувати контроль над аудиторією», оскільки вона d зрозумів, «що стрибати по сцені, підбадьорюючи всіх, не є для мене природним». Міцкі працювала з перформанс-художницею Монікою Мірабіле, щоб розробити «дуже стилізовані, іноді тривожні» рухи туру. Хореографія під впливом буто також була використана в її кліпі на пісню «Working for the Knife».
У серпні 2019 року Міцкі припинила свою перерву в соцмережах, опублікувавши заяву, в якій заперечувала звинувачення користувача Tumblr про те, що вона була причетна до групи торгівлі дітьми: «Я не знаю обвинувача, і я не знаю, як чи чому вони почали асоціювати мене зі своєю травмою».
У вересні 2019 року на останньому виступі свого туру Be the Cowboy Tour у Центральному парку Міцкі оголосила, що це буде її останній виступ. Подальші концерти відкладено на невизначений термін. Пізніше вона розповіла про те, що планувала повністю кинути музику і «знайти інше життя». На початку 2020 року Міцкі передумала і вирішила повернутися до музики, частково через те, що вона була винна своєму лейблу ще один альбом, а частково за себе. Вона описала, як вирішила продовжити: «Все звелося до того, що я повинна зробити це, навіть якщо це завдає мені болю, тому що я люблю…Ось хто я…Я й надалі буду страждати, і я все ще буду це робити, тому що це єдине, що я можу зробити».

### 2020—2022:Laurel Hell

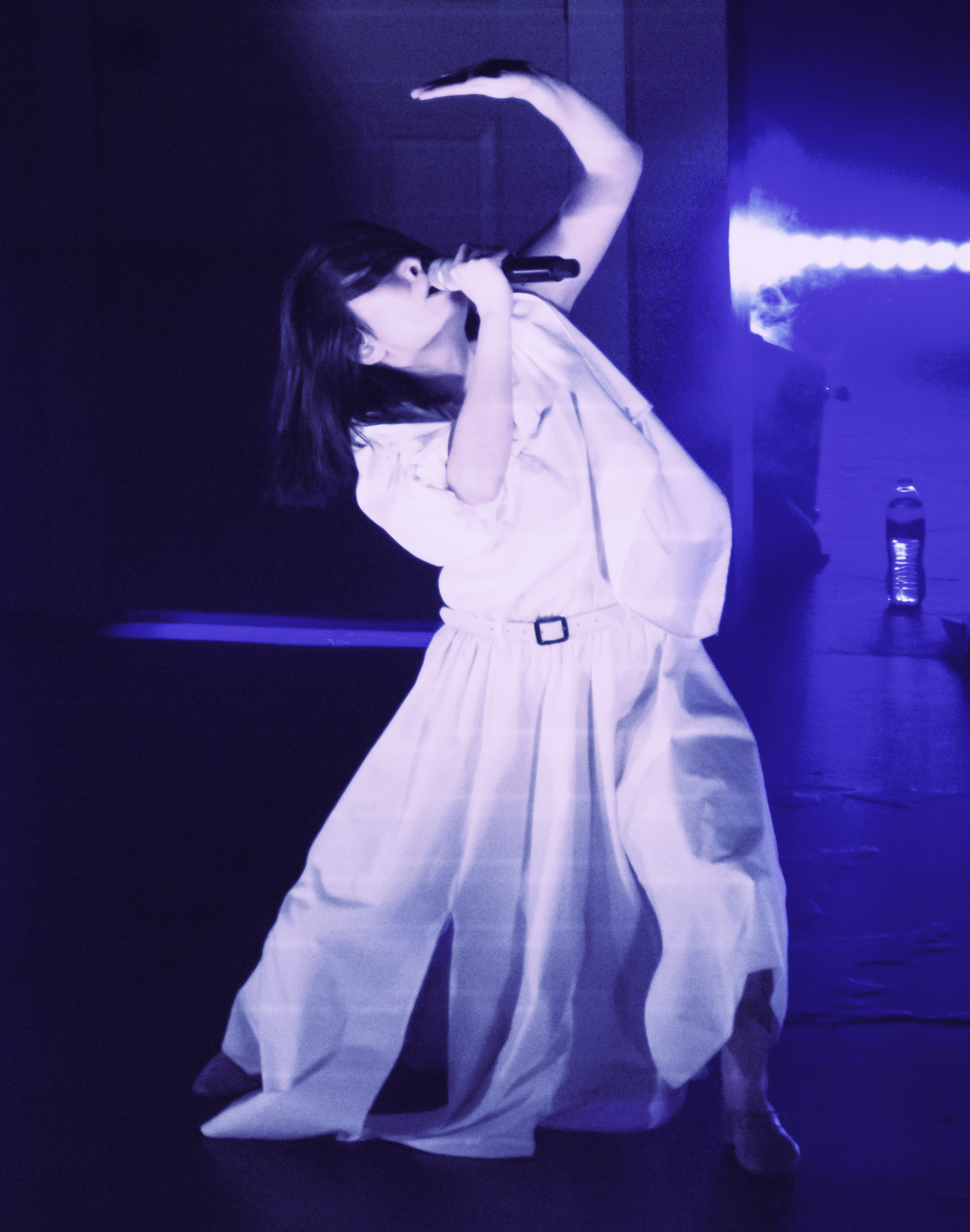
Міцкі виступає у 2022 році, використовуючи хореографію, натхненну буто.

У січні 2020 року Міцкі поділилася своєю новою піснею «Cop Car», яка ніколи не була опублікована у саундтреку The Turning. Вона була представлена в пісні «Susie Save Your Love» з альбому Аллі Ікс «Cape God», випущеного в лютому 2020 року.
29 жовтня 2020 року було оголошено, що Міцкі створить саундтрек до графічного роману This Is Where We Fall. Науково-фантастичний вестерн, написаний Крісом Міскевичем і Вінсентом Кінгсом, «розкриває теми теології, смерті та загробного життя». Про проєкт Міцкі сказала: «Створити саундтрек для коміксу було захоплююче. Це дозволило мені працювати за межами моєї звичайної форми написання пісень і спробувати підійти до нього як до партитури, але без будь-яких підказок, які виникають під час спільної роботи. рухоме зображення, яке зрештою виявилося водночас звільняючим і викликаючим. Я сподіваюся, що кінцевий результат допоможе вам зануритися в історію!» Кантрі пісня під назвою «The Baddy Man» була випущена як перше прев'ю саундтреку 5 березня 2021 року. Z2 Comics випустила альбом на касеті зі стандартним романом у твердій палітурці 5 травня 2021 року. Також було випущено обмежене видання розкішного вінілу. На даний момент Z2 не планує розміщувати саундтрек на стримінгових платформах.
4 жовтня 2021 року Міцкі оголосила у своїх соціальних мережах, що наступного дня вона випустить новий сингл «Working for the Knife», який стане головним синглом до її майбутнього шостого студійного альбому. Пізніше пісня буде названа сьомою найкращою піснею 2021 року за версією Pitchfork. Невдовзі після виходу пісні Міцкі оголосила про свій європейський та північноамериканський тур у 2022 році. 9 листопада 2021 року вона випустила «The Only Heartbreaker» Того ж дня Міцкі оголосила про свій шостий студійний альбом — Laurel Hell, який буде випущений безпосередньо перед її туром по Європі та Північній Америці під назвою Laurel Hell Tour 4 лютого 2022 року. 7 грудня 2021 року «Heat Lightning» був випущений як третій сингл з альбому. 12 січня 2022 року «Love Me More» став четвертим синглом від Laurel Hell. У березні 2022 року «The Only Heartbreaker» посів перше місце в чарті Billboard Adult Alternative Airplay. 4 березня 2022 року Міцкі було оголошено одною з виконавців фестивалю Гластонбері, який було заплановано на 22–26 червня 2022 року.
19 квітня 2022 року на стрімінгових сервісах вийшов кавер Міцкі на пісню «Glide» із саундтреку до фільму «All About Lily Chou Chou» . Пісня раніше була доступна як бонус-трек у фізичних версіях Laurel Hell і була використана у фільмі «Після Янга» 2022 року. Міцкі з'являється у пісні «This Is a Life» із саундтреку до фільму «Все скрізь і одразу» 2022 року. У пісні також бере участь Девід Бірн і Сон Люкс, за яку вона була номінована на премію Оскар як найкраща оригінальна пісня у 2023 році.

### 2023–теперішній час:The Land Is Inhospitable and So Are We
23 липня 2023 року Міцкі анонсувала свій сьомий студійний альбом — The Land Is Inhospitable and So Are We з інформацією про перший сингл «Bug Like an Angel», який вийшов 26 липня. Ця новина була оприлюднена в голосовому нагадуванні, яке вона записала в Bomb Shelter Studio в Нешвіллі, штат Теннессі, де було записано альбом. Голосове повідомлення було розіслано всім передплатникам її розсилки. Наступні два сингли з альбому — «Heaven» і «Star», були випущені 23 серпня, прем'єра першого відбулася на BBC Radio 1.
Міцкі також анонсувала шість концертів, які планується провести у Великій Британії, Німеччині, Нідерландах та Франції. Міцкі описала ці дати як «не повномасштабний тур», а інтимний, невеликий для попереднього перегляду альбому без складної сценічної постановки.

## Музичний стиль
Е. Алекс Юнг описав її як «художницю, чию музику ніби ввели в приватний оперний театр мелодрами» з текстами, сповненими «розбурханої люті, руйнівних імпульсів, приниження, туги, душевного болю та голоду». Енджі Марточчо з Rolling Stone описала свої попередні альбоми як «іронічний коментар до двадцятирічної тривоги, гострого бажання та часто нерозділеного кохання». Люсі Дакус — співачка та автор пісень, яка часом відкривала для Міцкі, описувала свою музику як «справді інтуїтивну»…Вона пов'язана з частиною в собі, яка хоче кричати. Можливо, ви живете не в тому місці, де можна кричати, або, можливо, у вас немає слів для того, що з вами сталося. Міцкі надає для цього простір".
Подібним чином Міцкі описала свою музику як місце, куди люди «можуть вкласти всі свої почуття, свою потворність, якій немає місця в їхньому житті».

## Публічний образ
В інтерв'ю The New York Times у 2016 році Міцкі висловила напруженість, пов'язану з тим, що вона приватна особа, і її дискомфорт від уваги, яку приносить перебування в очах публіки, тому вважає за краще тримати своє особисте життя в таємниці. Після її прориву в 2014 році преса часто описувала її як приватну.
Як американська жінка азіатського походження, Міцкі відчувала тиск, щоб представляти свою громаду. Вона висловила невдоволення тим, що люди звертаються до неї за керівництвом і бачать у ній лідера змін у галузі, де історично домінували білі чоловіки.
Міцкі не активна в соцмережах, а акаунти під її ім'ям веде менеджер. Вона залишила соціальні мережі у 2019 році, приблизно тоді ж, коли вона кинула музику, оскільки вважала, що це нездорово для її самооцінки. Однак вона набула величезної популярності в соціальних мережах. Станом на лютий 2022 року її музика була представлена в понад 2,5 мільйонах відео на TikTok. Колишній президент США Барак Обама включив пісню The Only Heartbreaker у свій список найкращих пісень 2021 року, який він щороку публікує у Twitter.

### Погляди на музичну індустрію
9 вересня 2019 року на шоу в Центральному парку Міцкі оголосила, що це буде її останній концерт на невизначений термін, що змусило її фанатів висловити своє засмучення в соціальних мережах. Реакція в мережі на цю заяву спонукала її сказати своїм шанувальникам, що вона не збирається кидати музику; однак у той час вона дійсно мала намір назавжди кинути музику. Вона заявила, що головною причиною її звільнення було те, що їй було важко боротися з новознайденою інді-зіркою, коли її альбом 2018 року Be the Cowboy потрапив у мейнстрім. Вона сказала, що музична індустрія виглядає як «наднасичена версія споживацтва» і що в індустрії «ви повинні бути продуктом, який купують, продають і споживають». Вона шкодує, що використала своє справжнє ім'я, щоб випустити музику, тому що воно більше не належало їй і вона відчувала себе «іноземкою». Вона боялася, що, продовжуючи займатися музикою, зрештою почне створювати музику, яка її не цікавить. У 2019 році Міцкі написала новий сингл «Working for the Knife», де описує своє «небажання повертатися на сцену». У лютому 2022 року Міцкі випустила нову платівку — Laurel Hell, повертаючись у музичну індустрію.

### Погляди на її фан-базу
Міцкі заявляла в інтерв'ю, що у неї непрості стосунки зі своїми шанувальниками, оскільки вона вважає їхнє ставлення до неї та її музики приголомшливими. Вона виявила, що «похвальний коментар» про себе в інтернеті шкодить її самооцінці. Її фан-база була описана як «надзвичайно онлайнова», «культова» і така, що конкурує з «Тейлор Свіфт і BTS за інтенсивністю, якщо не розміром».
В інтерв'ю 2022 року вона описала публіку на одному зі своїх шоу як «невблаганну». Згадуючи випадок, коли їй довелося пройти крізь аудиторію без супроводу до своєї гримерки, вона сказала: «Кожному потрібна була частинка мене […] Я була настільки приголомшена руками, які хапали мене, що я заплакала». У лютому 2022 року Міцкі опублікувала у Twitter заяву, в якій попросила шанувальників припинити використовувати свої телефони для запису її шоу, оскільки «…це змушує мене відчувати, ніби ми тут не разом… Коли я на сцені й дивлюся на вас, а ви дивитеся в екран, у мене виникає відчуття, ніби всіх нас на сцені забирають і споживають як вміст, замість того, щоб поділитися з вами моментом».

## Особисте життя
Міцкі описує свою міжкультурну ідентичність як «наполовину японську, наполовину американську, але теж не повністю» — це почуття часто відображається в її музиці, де час від часу обговорюються питання належності. Міцкі висловила неприємність називати себе «американкою-японкою» або «японкою», і хоча вона описувала себе як «американка азійського походження», вона необов'язково думає про себе так, оскільки «вона просто сказала б, що вона американка».
З 2020 року Міцкі проживає в Нешвіллі, штат Теннессі. Вона веганка, любить фільми жахів і має двох домашніх котів.

## Дискографія
- Lush (2012)
- Retired from Sad, New Career in Business (2013)
- Bury Me at Makeout Creek (2014)
- Puberty 2 (2016)
- Be the Cowboy (2018)
- Laurel Hell (2022)
- The Land Is Inhospitable and So Are We (2023)

## Більше інформації
- Battan, Carrie (20 червня 2016). Reclaiming rock: Mitski uses the tropes of indie rock to make something novel. The Critics. Pop Music. The New Yorker. Т. 92, № 18. с. 70—72.